# Mecopoda divergens
Mecopoda divergens är en insektsart som beskrevs av Ludwig Redtenbacher 1892. Mecopoda divergens ingår i släktet Mecopoda och familjen vårtbitare. Inga underarter finns listade i Catalogue of Life.